# Braten (Gericht)

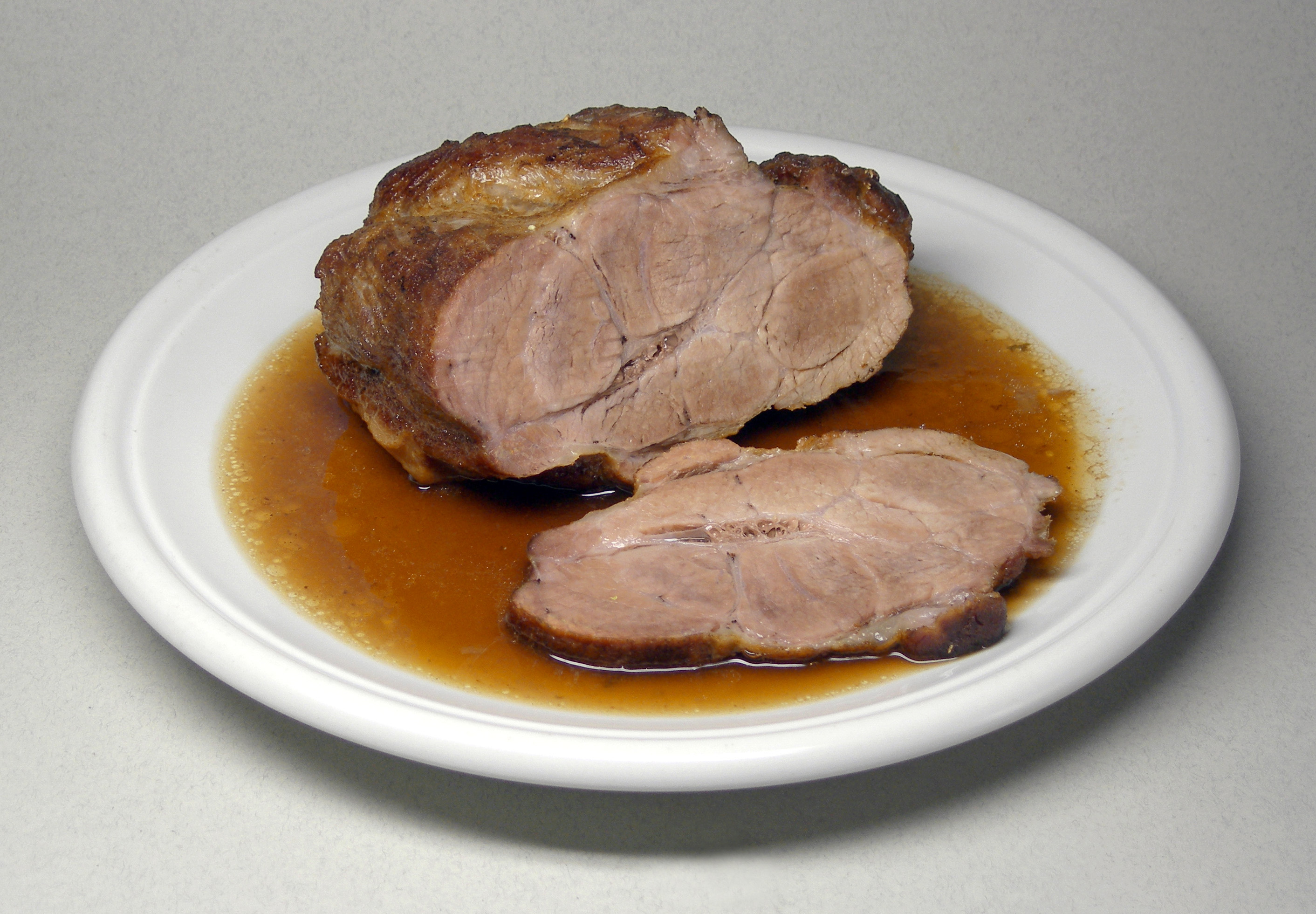
Schweinsbraten mit Dunkelbiersoße

Als Braten wird entweder ein großes, zum Braten geeignetes Stück Fleisch oder auch das fertig gegarte Fleischstück selbst bezeichnet, auch mit Knochen, Knorpeln oder Schwarte.

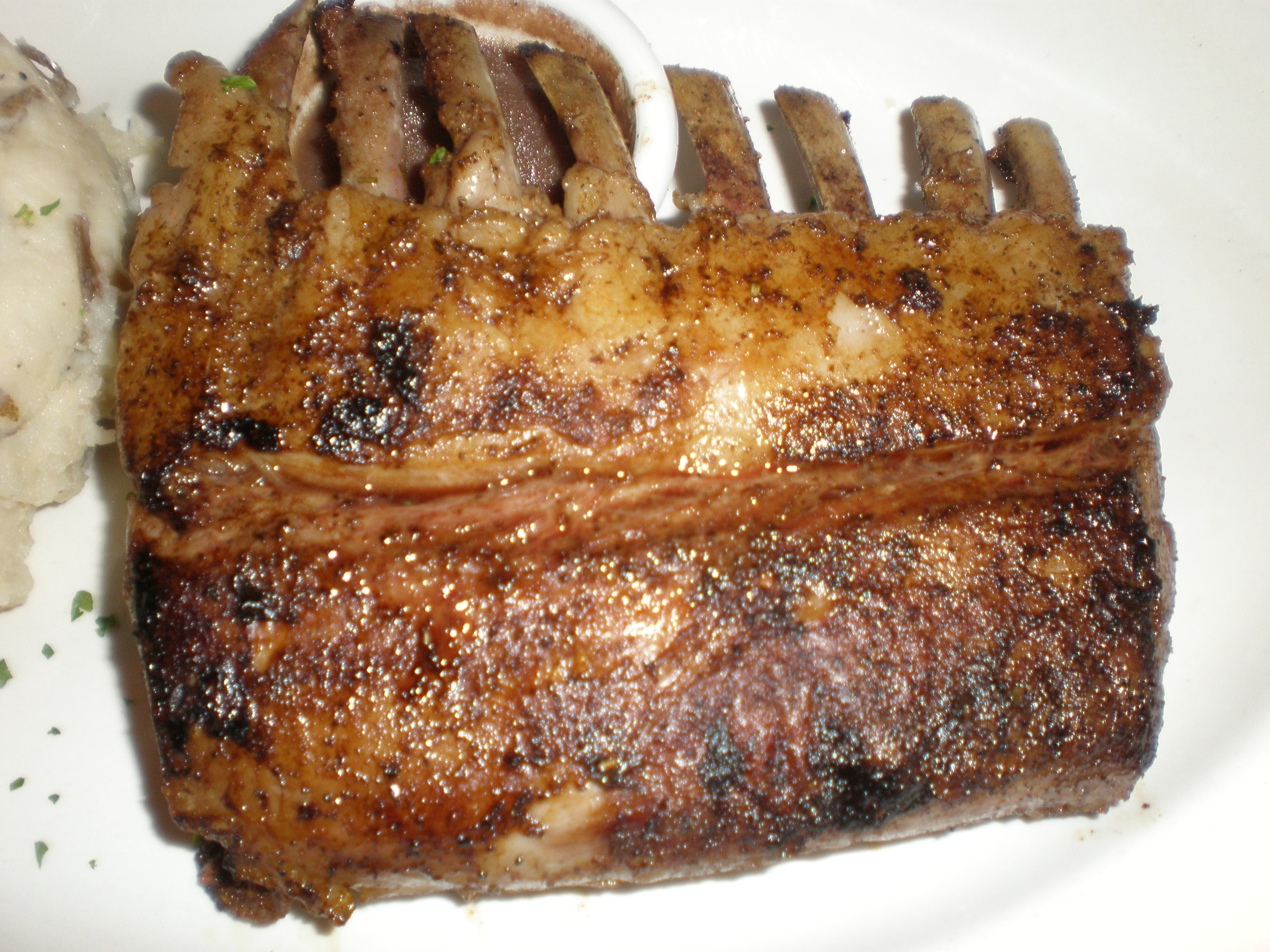
Lammkotelett

Das Substantiv Braten stammt von althochdeutsch brato für „schieres Fleisch, Weichteile“ und ist mit dem Verb braten nicht verwandt. Dennoch wird die Bezeichnung seit dem Mittelhochdeutschen für „gebratenes Fleisch“ verwendet. Die ursprüngliche Bedeutung ist noch in Wörtern wie Wildbret, Wurstbrät und Bratwurst erhalten geblieben.
Auch für Erzeugnisse aus zerkleinertem Fleisch wird die Angabe „Braten“ in Wortverbindungen gebraucht, wenn der Charakter des Erzeugnisses erkennbar ist (aus Hackfleisch z. B. Hackbraten oder aus Brühwurstmassen).

## Arten von Braten

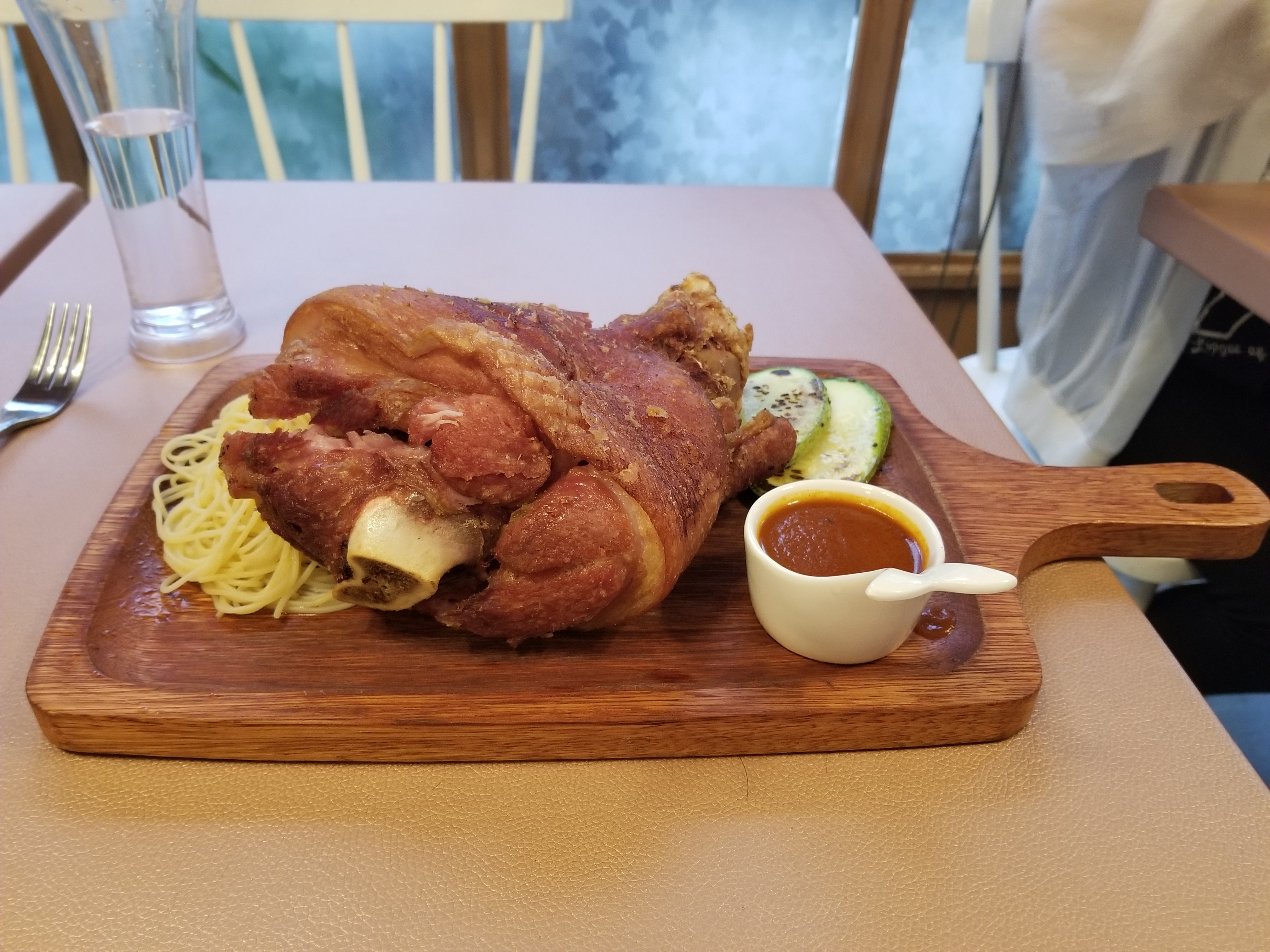
Schweinshaxe

Aus welcher Tierart ein Braten besteht, ergibt sich normalerweise aus den jeweiligen Bezeichnungen wie Schweine- oder Schweinsbraten, Rinds- oder Rinderbraten, Hasenbraten. Wird in der Bezeichnung keine andere Tierart angegeben, so handelt es sich bei Sauerbraten, Schmorbraten, Rostbraten, Burgunderbraten und Zwiebelbraten um Rindfleisch.

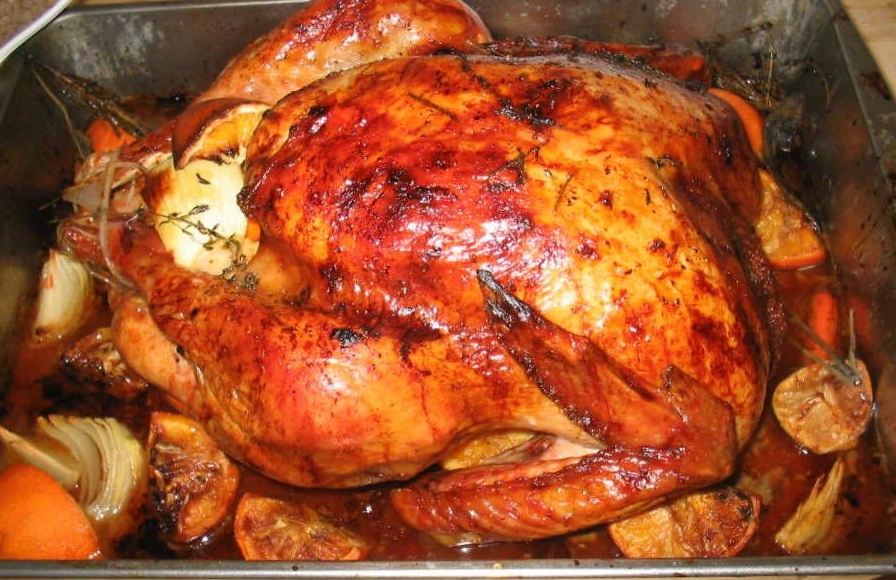
Truthahnbraten

- Pökelbraten sind aus gepökeltem Schweinefleisch.
- Zigeunerbraten sind entweder Schweine- oder Rinderbraten.
- Rahmbraten besteht gewöhnlich aus Kalbfleisch und wird mit Rahmsoße zubereitet. In anderen Fällen wird die Tierart angegeben, zum Beispiel Rahmbraten vom Schwein oder Burgunderbraten vom Schwein.
- Rollbraten ist ein im Ganzen belassenes Fleischteil, das gerollt oder von einem Netz umgeben zubereitet wird; die Tierart wird angegeben (z. B. Schweinerollbraten).
- Braten mit Knochen sind beispielsweise Schlegel- und Schulterteilen (auch Beinscheiben), Kotelettstränge oder Haxen oder Geflügel (z. B. Gänsebraten).
- Gefüllte Braten sind von Rippen, Brustbein und/oder Brustknorpeln befreite, taschenartig präparierte Fleischteile, die mit „Semmelknödelteig“ oder mit Lyoner- oder Jagdwurstbrät gefüllt werden, z. B. Gefüllte Kalbsbrust, Gefüllte Schweinebrust, Gefüllter Schweinebauch.[1]

## Weihnachtsbraten
Im deutschen Weihnachtsbrauchtum ist es üblich, dass zu den Weihnachtsfesttagen ein Braten serviert wird. Dabei handelt es sich häufig um eine Weihnachtsgans, verbreitet sind aber auch der Weihnachtskarpfen und die Mettensau.